# Probertite
La probertite è un minerale.